# Vincenzo Rinaldo

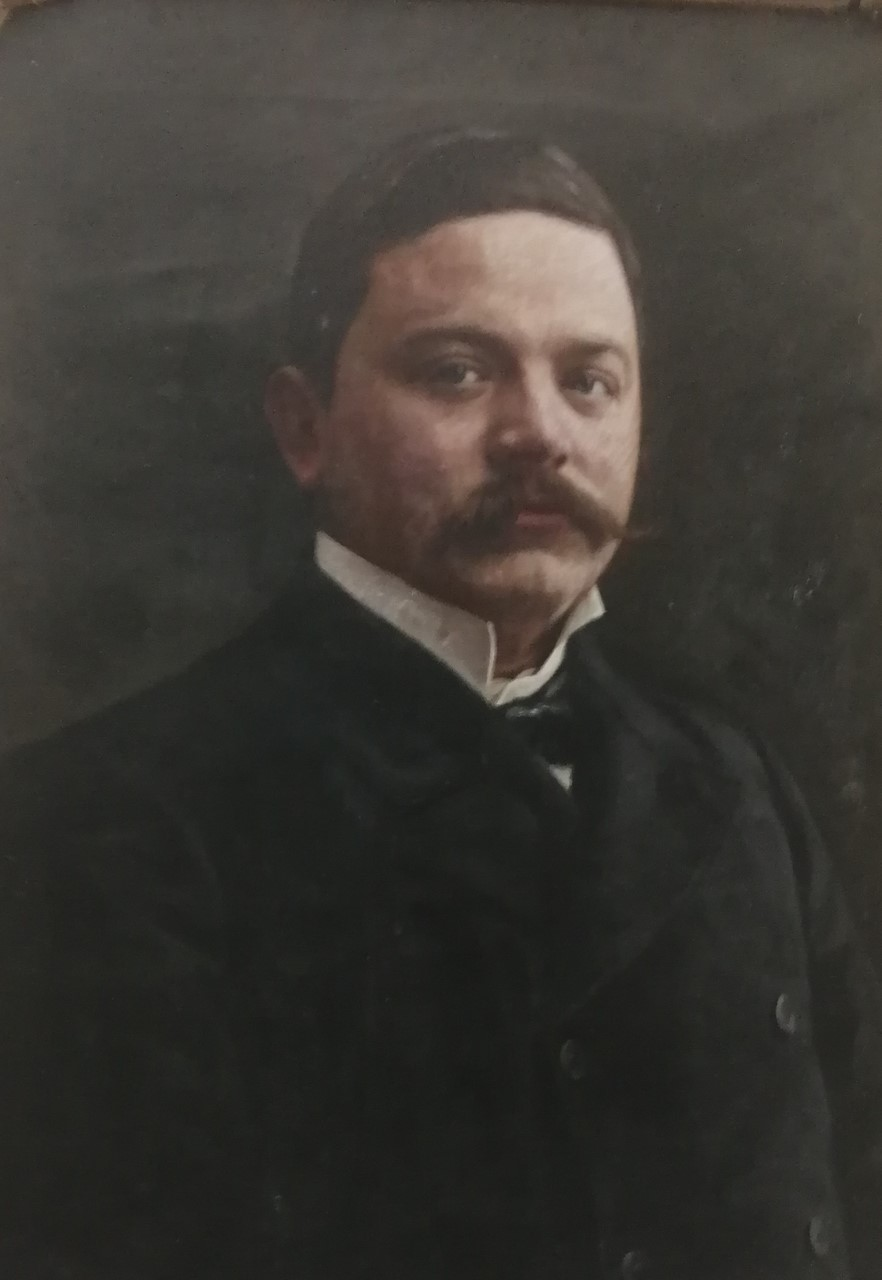

Vincenzo Rinaldo (Venezia, 24 luglio 1867 – Venezia, 28 aprile 1927) è stato un architetto e designer italiano.

## Biografia

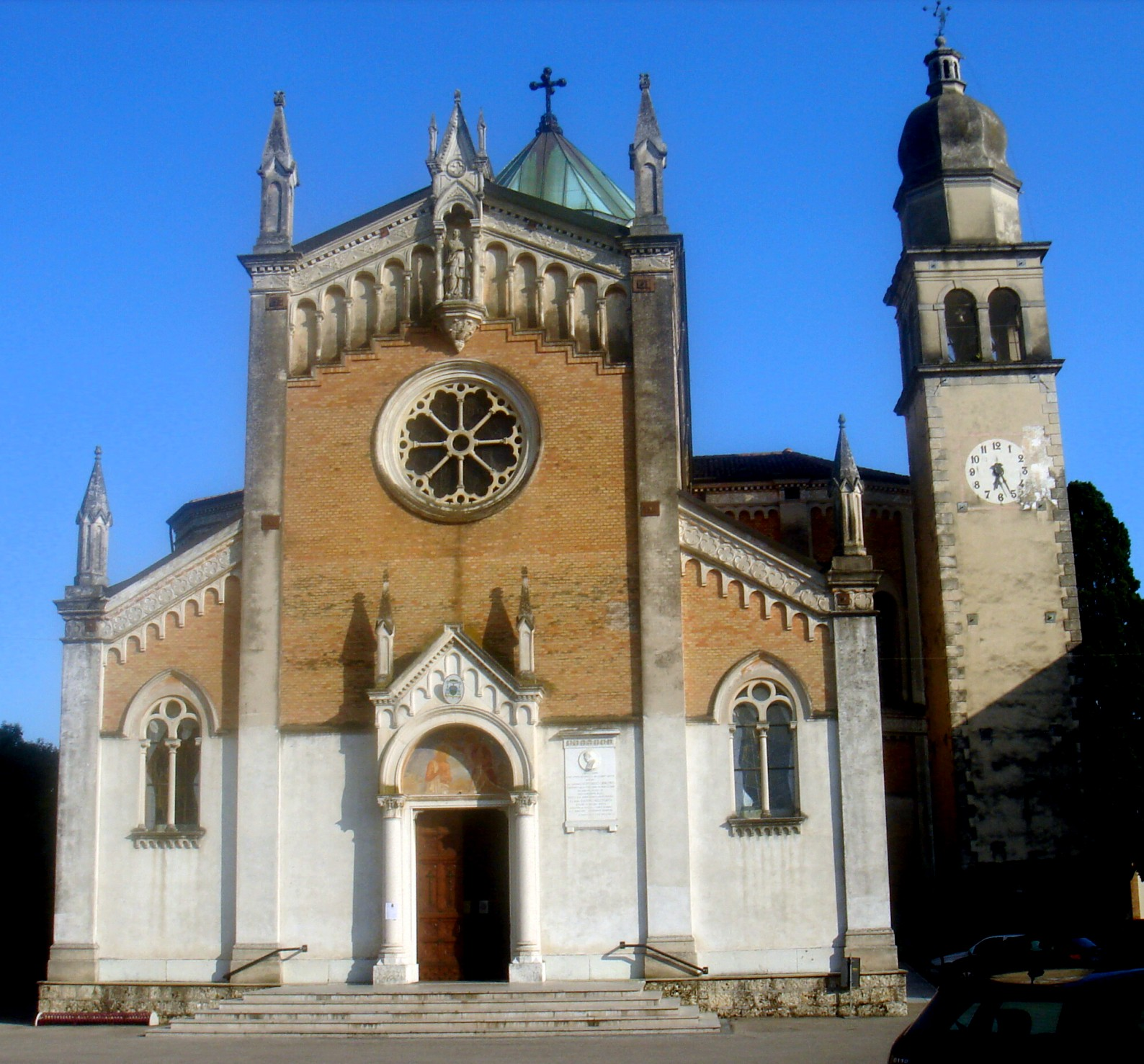
La chiesa neogotica di San Fior, capolavoro del Rinaldo

Nato in una casa di rio terà dei Pensieri, a Venezia, da Lorenzo e da Maria Bortoluzzi, Vincenzo Rinaldo appartiene a una famiglia di piccoli imprenditori nel campo dell'edilizia. Si diploma all'Accademia di Belle Arti di Venezia, allievo del professor Giacomo Franco; si laurea in architettura a Napoli.
Successivamente fa ritorno in Veneto, all'Accademia di Belle Arti di Venezia e di Padova, presso le quali insegna, specializzandosi in architettura e in design, talento quest'ultimo che lo farà docente della Scuola d'arte industriale di Mirano. A seguire il corso di ornato che teneva in Venezia va ricordato un altro giovane e in seguito più noto architetto veneziano: Carlo Scarpa, che lavorerà ad alcuni progetti nell'ultima fase della vita di Rinaldo, come per il progetto della Chiesa di Travettore.
Il 1891 è l'anno della fondazione a Venezia, insieme al Prof. Pietro Paoletti, di una scuola privata, denominata Studio di Disegno, dove si formarono molti suoi allievi. Lo Studio di Disegno resta attivo fino al 1908, ma costa a Vincenzo le sue dimissioni dall'Accademia, in seguito a polemiche.
L'attività di architetto ebbe il suo svolgimento probabilmente tra 1895 e 1925: in questi anni progettò e restaurò molte chiese e architetture civili del territorio veneto, richiesto soprattutto nei comuni di Ormelle, San Polo di Piave, Vazzola e, in generale, nella Sinistra Piave, per la ricostruzione di edifici danneggiati dalla prima guerra mondiale (nel dopoguerra divenne direttore dell'Ufficio per la ricostruzione delle Terre Liberate di Conegliano). Particolare rilevanza hanno le strutture di ispirazione neogotica-bizantina, tra le quali molto rappresentativa è la chiesa di San Fior (1906-1930).
Negli ultimi anni di vita Rinaldo torna a Napoli, avendo occasione di fare alcuni interventi nel Meridione, nel quale gli è affidato il suo ultimo grande incarico, in Basilicata, a Villa Nitti di Maratea, per commissione dell'allora Presidente del Consiglio Francesco Saverio Nitti.
Muore nella città natale nel 1927. Il nipote e allievo Lorenzo Rinaldo proseguirà la sua strada, ereditando anche alcuni progetti e la biblioteca di Vincenzo, dei quali oggi si è perduta traccia.

## Stile
Figura difficile da collocare, Vincenzo Rinaldo è ricordato soprattutto come esponente del neogotico per molte delle opere realizzate nella Sinistra Piave, ma è capace di riprendere anche motivi bizantineggianti, sicuramente dovuti alla sua provenienza veneziana, nonché di aggiornarsi, utilizzando i nuovi linguaggi primo-novecenteschi, come fa a Villa Nitti dove, su una preesistente architettura rurale lucana, aggiunge gli immancabili elementi in stile neogotico ma anche déco. Per questo può essere considerato un eclettista, poiché capace di rielaborare il passato creando nuove trame. Non va dimenticato poi che l'eclettismo è una cifra fondamentale nella stessa biografia rinaldiana: fu architetto, maestro, designer, imprenditore, pubblico funzionario di fama a livello nazionale, dividendosi tra Venezia e Napoli.

## Opere

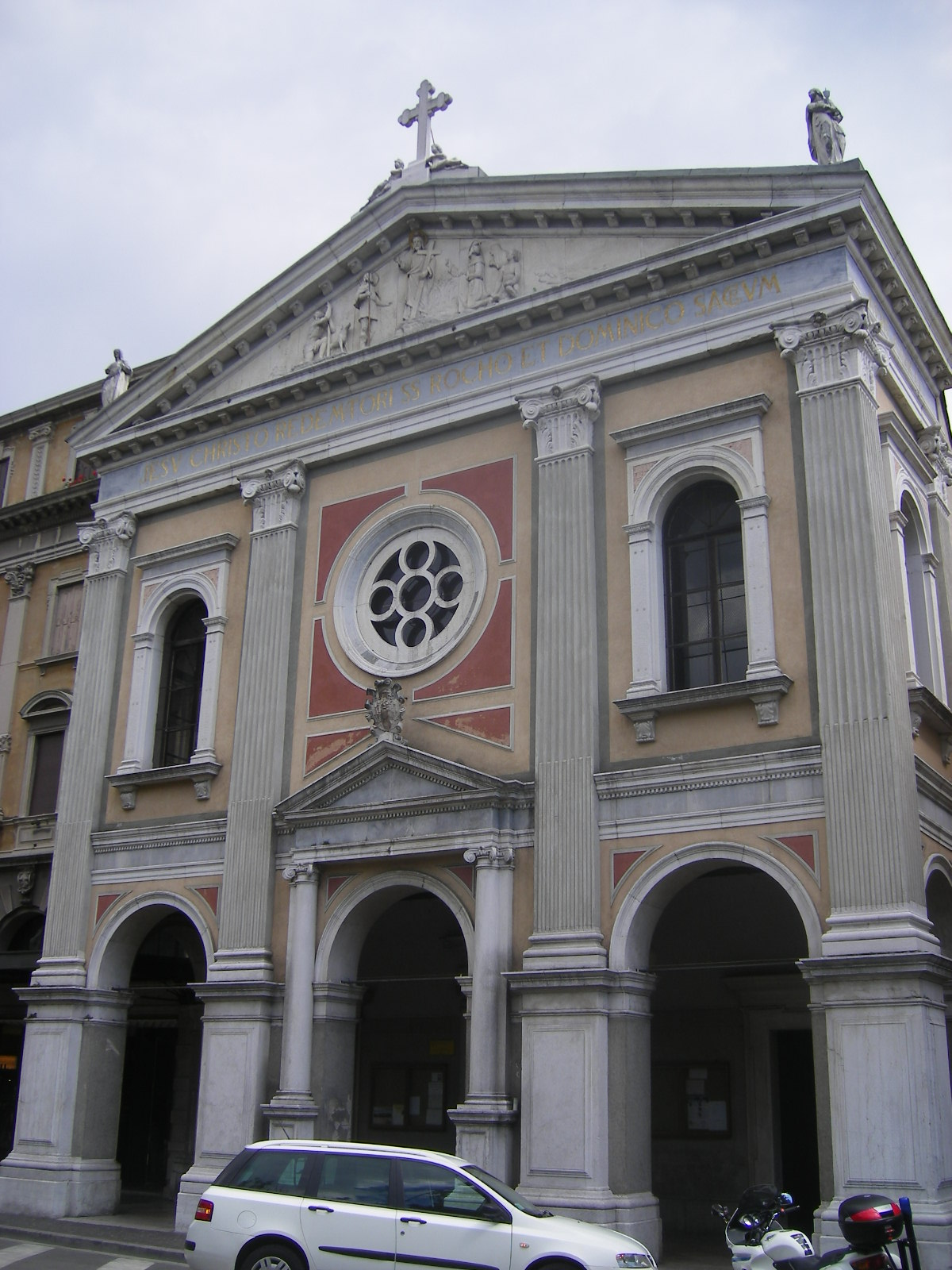
Facciata dei Santi Rocco e Domenico di Conegliano

Soprattutto quando fu messo a capo dell'Ufficio per la ricostruzione delle Terre Liberate di Conegliano, Vincenzo Rinaldo acquistò grande peso nelle decisioni architettoniche riguardanti edifici pubblici e religiosi della Sinistra Piave, i cui progetti erano da lui eseguiti o, se di altri, da lui approvati: per questo la sua figura, pur spesso trascurata, acquista grande importanza nella comprensione dei linguaggi stilistici primo novecenteschi dell'area in questione.
Di seguito è riportato un elenco parziale di opere progettate e di interventi su edifici preesistenti dell'architetto Rinaldo:
- Campanile di Aviano
- Campanile di Friola (Pozzoleone)
- Campanile di Malo
- Campanile di San Polo di Piave
- Campanile di Vazzola, ricostruzione
- Ca' Zenobio degli Armeni di Venezia, restauro conservativo
- Chiesa di Ciano del Montello
- Chiesa di Lutrano di Fontanelle, solo navate laterali dell'ampliamento novecentesco
- Chiesa di Maniago
- Chiesa di Marsure
- Chiesa di San Fior
- Chiesa dei Santi Rocco e Domenico (Conegliano), solo facciata
- Chiesa di Santa Croce di Bassano del Grappa, progetto attuato parzialmente
- Chiesa di Travettore di Rosà, progetto portato avanti da Carlo Scarpa
- Chiesa di Villorba
- Duomo di Lonigo, completamento del progetto di Giacomo Franco, morto in corso d'opera
- Nuovo Duomo di Bassano del Grappa (poi ossario), solo progetto e alcuni lavori, poi passato a Pietro Dal Fabbro
- Chiesa parrocchiale San Martino Vescovo a Cornuda, ricostruzione della chiesa e del campanile
- Villa Nitti di Maratea, restauro e ampliamento